# La Neuville-d'Aumont
La Neuville-d'Aumont foi uma comuna francesa na região administrativa de Altos da França, no departamento de Oise. Estendia-se por uma área de 4,75 km². Em 2010 a comuna tinha 289 habitantes (densidade: 60,8 hab./km²).
Em 1 de janeiro de 2017, passou a formar parte da nova comuna de La Drenne.